# Тохой (Селенгинский район)
Тохо́й (бур. Тохой — «локоть, излучина») — улус в Селенгинском районе Бурятии. Административный центр сельского поселения «Загустайское».

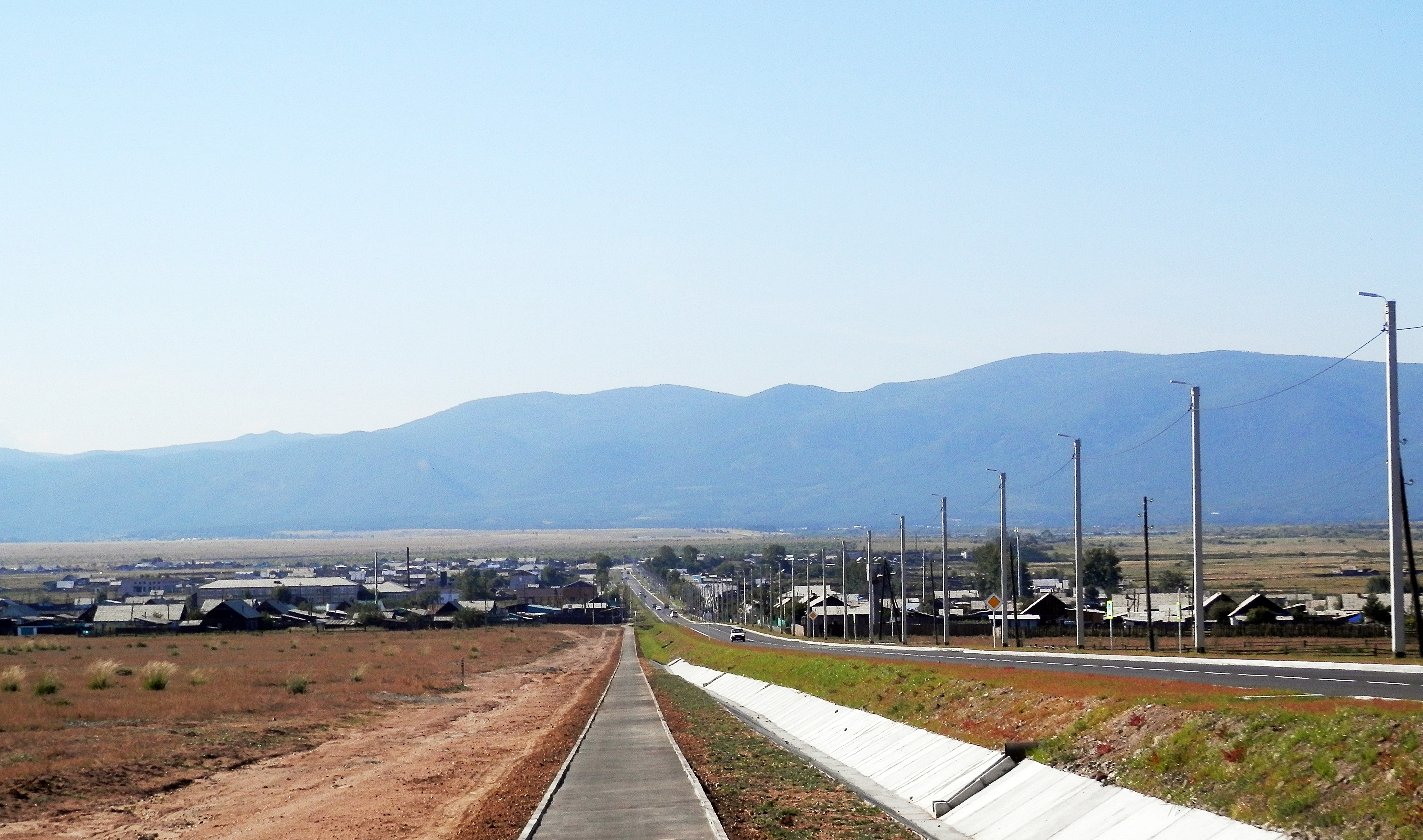
Улус Тохой. Улица Ленина.

## География
Расположен в Среднеубукунской долине в 12 км к северо-востоку от районного центра, города Гусиноозёрска, на правом берегу реки Убукун, в месте её крутого поворота с северо-запада на северо-восток. Отсюда название села от бурятского «тохой» — буквально «локоть», в переносном смысле «изгиб, излучина».
В полукилометре на юго-восток от улуса Тохой проходит Кяхтинский тракт — федеральная трасса А340 Улан-Удэ — Кяхта. Расстояние до Улан-Удэ — 100 км. На северо-западе располагается станция Сульфат Восточно-Сибирской железной дороги. По улице Ленина, главной улице села, и далее через посёлок станции Сульфат проходит автодорога в рекреационную местность «Озеро Щучье» у Солдатского хребта, отрога Хамар-Дабана. Расстояние от Кяхтинского тракта до Щучьего озера — 11 км.

## История
В полутора километрах к западу от Тохоя в бессточной котловине лежит Солёное озеро. В прошлом здесь существовал Селенгинский солеваренный завод. В советское время Тохой — центральная усадьба крупного колхоза имени Ленина.

## Население
| 2002 | 2008  | 2010  |
| ---- | ----- | ----- |
| 2744 | ↘2712 | ↗2819 |

## Инфраструктура и экономика
Средняя общеобразовательная школа, библиотека, детский сад, почтовое отделение, врачебная амбулатория.
Плодово-ягодные питомники, переработка древесины, крестьянско-фермерские хозяйства.

## Достопримечательности

### Иннокентиевская церковь
Иннокентиевская церковь  —  православный храм,  относится к Улан-Удэнской епархии Бурятской митрополии Русской православной церкви.